# Giwi Onaschwili

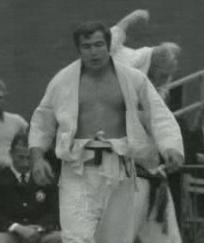
Giwi Onaschwili (1972)

Giwi Onaschwili (georgisch გივი ონაშვილი; * 27. Juli 1947 in Patardseuli, Kachetien, Georgische SSR) ist ein ehemaliger sowjetischer Judoka, der in den 1970er Jahren im Schwergewicht antrat. Er gewann eine olympische Bronzemedaille und zwei Europameistertitel.

## Sportliche Karriere
Der 1,92 m große Athlet von Kolmeurne Tiflis verlor bei den Judo-Europameisterschaften 1969 in Ostende im Finale gegen den Niederländer Willem Ruska. Bei den Weltmeisterschaften 1969 in Mexiko-Stadt verlor er gegen den Westdeutschen Klaus Glahn und erhielt die Bronzemedaille. 1970 gewann Onaschwili mit der sowjetischen Mannschaft die Mannschaftseuropameisterschaft gegen das niederländische Team. 1971 gewann Onaschwili die Bronzemedaille bei den Europameisterschaften in Göteborg. 1972 erreichte er in Voorburg das Europameisterschaftsfinale, verlor dieses aber gegen Ruska. Bei den Olympischen Spielen 1972 in München besiegte Onaschwili im Viertelfinale den Japaner Motoki Nishimura und verlor das Halbfinale gegen Klaus Glahn. Ruska gewann das Finale gegen Glahn, Onaschwili und Nishimura erhielten die Bronzemedaillen. 1974 siegte Onaschwili im Schwergewichtsfinale der Europameisterschaften in London gegen den Niederländer Chris Dolman, 1975 siegte er in Lyon im Finale der offenen Klasse gegen seinen Landsmann Schota Tschotschischwili. 1976 unterlag er bei den Europameisterschaften in Kiew im Finale gegen seine Landsmann Sergei Nowikow.
1970 war Onaschwili sowjetischer Schwergewichtsmeister im Sambo, 1973 im Judo.